# 鶴巻和哉
鶴巻 和哉（つるまき かずや、1966年2月2日 - ）は、日本のアニメ監督、アニメーター。新潟県五泉市出身。株式会社カラー取締役。
監督作に『フリクリ』『トップをねらえ2!』『龍の歯医者』などがある。また庵野秀明監督の『新世紀エヴァンゲリオン』で副監督を務め、『ヱヴァンゲリヲン新劇場版』でも監督として総監督の庵野を補佐した。

## 来歴
幼少期から漫画やアニメを愛好していたが、新潟の田舎だったため同級生が少なく、アニメのマニアックな部分を共有できる友人がいなかった。しかし、高校生になって初めて自分よりも知識のあるオタク友達に出会ったことでアニメにのめり込み、絵を描く仕事に就くことを考えるようになる。そして完全歩合制のアニメーターなら1円も稼げないということはないだろうと思い、親には黙ったまま東京のアニメ専門学校に行くことを決め、自活のために新聞奨学生に応募する手配まで済ませてしまった。
専門学校卒業後、摩砂雪の絵柄に憧れて下請けのアニメ制作会社スタジオジャイアンツに入社。高橋ナオヒトに師事して4、5年ほど在籍していたが、同じスタジオジャイアンツ出身の鈴木俊二から声をかけられたことをきっかけに、学生時代からファンだったガイナックスに移る。そして『ふしぎの海のナディア』でガイナックス作品に初参加。鶴巻は庵野秀明をはじめとするガイナックスで働く上手いスタッフから学びたかったので、『ナディア』の制作後も残ることにした。その後、ガイナックスではアニメーターだけでなく、演出も手がけるようになる。『新世紀エヴァンゲリオン』では、摩砂雪と共に副監督を担当したほか、デザインや設定にも関わった。劇場版では、テレビ版の25、26話のやり直しとテレビ版の世界観から離れた完全新作の2種類を制作しようとしていた庵野から新作の方の監督を打診された。しかし、鶴巻が拒否したため、完全新作の方は取り止めとなった。
2000年には初のオリジナル監督作品の『フリクリ』、2004年には『トップをねらえ2!』を監督した。『フリクリ』の監督は『エヴァンゲリオン』が終わった後、庵野秀明が「次（の監督）は鶴巻が」という話をしたので「じゃあやります」と答えたことで決まった。『フリクリ』は世界のアニメファンの支持を獲得し、海外でも人気を集めた。『トップをねらえ2!』の監督は、ガイナックスに来る前からファンだった『トップをねらえ!』のパート2を作る話が持ち上がった際、自分から手を挙げて決まった。
2006年、庵野秀明が設立した株式会社カラーに移籍。作品で庵野を補佐しつつ、取締役にも就任した。

## 人物
『フリクリ』で登場するベスパは、自身の愛車。アイドル好き、メガネっ娘好きで知られる。愛称はマッキー。細田守のファンであることを公言している。エヴァンゲリオンのキャラクターではアスカ派であると度々公言している。

## 参加作品

### テレビアニメ
1985年
- ゲゲゲの鬼太郎（原画）

1987年
- シティーハンター（原画）
- マシンロボ ぶっちぎりバトルハッカーズ（原画）

1988年
- めぞん一刻（動画、原画）
- F-エフ（原画）
- 名門!第三野球部（原画）
- 鉄拳チンミ（原画）

1989年
- 天空戦記シュラト（原画）

1990年
- ふしぎの海のナディア（作画監督、原画）
- 雲のように風のように（原画）

1992年
- 美少女戦士セーラームーン（原画）

1993年
- 機動戦士Vガンダム（原画）

1995年
- 新世紀エヴァンゲリオン（副監督、絵コンテ、演出、作画監督、設定補、原画）

1997年
- 中華一番!（原画）
- 少女革命ウテナ（原画）
- 剣風伝奇ベルセルク（演出）

1998年
- アキハバラ電脳組（絵コンテ）
- 彼氏彼女の事情（絵コンテ、演出・作画監督、原画）

2001年
- まほろまてぃっく（絵コンテ、原画）
- ノワール（原画）

2002年
- アベノ橋魔法☆商店街（原画）
- パラッパラッパー（絵コンテ・演出）
- OVERMANキングゲイナー（原画）
- ぷちぷり*ユーシィ（絵コンテ、原画）
- まほろまてぃっく〜もっと美しいもの〜（原画）

2007年
- 月面兎兵器ミーナ（シリーズ原案、監修）
- 天元突破グレンラガン（原画、第2原画、絵コンテ）

2008年
- 屍姫 赫（絵コンテ）

2010年
- パンティ&ストッキングwithガーターベルト（絵コンテ）

2011年
- STAR DRIVER 輝きのタクト（絵コンテ）
- THE IDOLM@STER（絵コンテ）

2013年
- 這いよれ!ニャル子さんW（絵コンテ・演出）
- キルラキル（絵コンテ・演出）

2014年
- キャプテン・アース（絵コンテ・演出）

2017年
- 龍の歯医者（監督、絵コンテ）
- リトルウィッチアカデミア（原画）

2025年
- 機動戦士Gundam GQuuuuuuX（監督・デザインワークス・画コンテ・演出・原画・OP画コンテ/演出/原画）

### アニメ映画
1989年
- きまぐれオレンジ☆ロード もぎたてスペシャル（原画）

1991年
- 老人Z（レイアウト・原画）
- 月光のピアス ユメミと銀のバラ騎士団（原画）

1994年
- 餓狼伝説 -THE MOTION PICTURE-（原画）

1997年
- 新世紀エヴァンゲリオン劇場版 THE END OF EVANGELION Air/まごころを、君に（設定デザイン、25話監督・絵コンテ・演出）

2001年
- 劇場版ポケットモンスター セレビィ 時を超えた遭遇（原画）

2002年
- ミニモニ。THE（じゃ）ムービー お菓子な大冒険!（画コンテ）※ツルマキカズヤ名義

2007年
- ヱヴァンゲリヲン新劇場版:序（監督、画コンテ、原画）

2009年
- ヱヴァンゲリヲン新劇場版:破（監督、画コンテ、デザインワークス、原画）

2012年
- ヱヴァンゲリヲン新劇場版:Q（監督、画コンテ、デザインワークス、脚本協力、イメージボード、原画）

2018年
- フリクリ オルタナ（スーパーバイザー）

2019年
- フリクリ プログレ（スーパーバイザー）

2021年
- シン・エヴァンゲリオン劇場版（監督、画コンテ、原画、脚本協力、プリヴィズヴァーチャルカメラマン）

2025年
- 劇場先行版 機動戦士Gundam GQuuuuuuX -Beginning-（監督・デザインワークス・画コンテ・演出・原画）

### 実写映画
1998年
- ラブ&ポップ（特報撮影・小道具協力）

2010年
- 乱暴と待機（ポスタービジュアル）

2014年
- ヌイグルマーZ（ヌイグルマーデザイン）

2016年
- シン・ゴジラ（画コンテ）

2023年
- シン・仮面ライダー（アクションシーン画コンテ協力）

### OVA
1985年
- バビ・ストック（動画）

1988年
- 機動警察パトレイバー（原画）

1989年
- レイナ剣狼伝説III（原画）

1990年
- THE八犬伝（原画）

1991年
- 帝都物語（原画）
- 魍魎戦記MADARA（原画）
- おたくのビデオ（原画）
- ナディア おまけ劇場（演出） - 初演出作品

1992年
- OZ（原画）

1993年
- 今日から俺は!!（原画）
- ああっ女神さまっ（原画）
- 妖世紀水滸伝 -魔星降臨-（原画・作画協力）
- X2 ダブルエックス（原画）

1994年
- 新・トップをねらえ!科学講座（監督・脚本・絵コンテ・演出・原画） - 初監督作品
- 幽幻怪社（原画）
- マクロスプラス（作画監督補佐）

1995年
- SMガールズ セイバーマリオネットR（絵コンテ・演出・原画）

1997年
- でたとこプリンセス（原画）

1998年
- 青の6号（絵コンテ、原画）

2000年
- フリクリ（原案、監督、絵コンテ、原画）

2004年
- トップをねらえ2!（原案、監督、絵コンテ・演出、原画）

2023年
- EVANGELION:3.0（-46h）（総監督、脚本、絵コンテ）

### Webアニメ
2014年
- 日本アニメ（ーター）見本市（企画立案協力）
- 日本アニメ（ーター）見本市「龍の歯医者」（アニメーション監督、絵コンテ、原画）

2015年
- 日本アニメ（ーター）見本市「おばけちゃん」（企画協力）
- 日本アニメ（ーター）見本市「I can Friday by day!」（監督、絵コンテ）
- 日本アニメ（ーター）見本市「イブセキヨルニ」（書）
- 日本アニメ（ーター）見本市「神速のRouge」（キャラクター原案）
- 日本アニメ（ーター）見本市「Cassette Girl（カセットガール）」（企画協力）

### テレビドラマ
2013年
- 安堂ロイド〜A.I. knows LOVE?〜（TBS）（コンセプト・設定協力）

### ミュージック・ビデオ
2012年
- AKB48「真夏のSounds good !」（演出協力）

### ゲーム
1991年
- 電脳学園IV エイプハンターJ（イベント原画）
- ふしぎの海のナディアPC-9801版（作画監督）

1993年
- 龍騎兵団ダンザルブ（キャラクター・メカニック・モンスターデザイン、デザインチーフ）

1994年
- TEAM INNOCENT -The Point of No Return-（サブキャラクターデザイン）

1999年
- エヴァと愉快な仲間たち 脱衣補完計画!（イベント原画）

2002年
- ワイルドアームズ アドヴァンスドサード（OP絵コンテ・演出）

### 小説
- 榎戸洋司『フリクリ』全3巻（2000 - 2001年 角川スニーカー文庫）カバーイラスト
- ニール・スティーヴンスン『スノウ・クラッシュ』上・下（2001年ハヤカワ文庫版）カバーイラスト
- 本谷有希子『乱暴と待機』（2008年）装丁・イラスト[8]

### その他
- 監督失格（2011年）- サポーター

## 出演

### テレビアニメ
- 「バーチャルさんはみている」 - 声の出演：客 役（特別出演）

### ドキュメンタリー
- 「クリエーターたちのDNA〜ニッポンアニメ100年史〜」（2017年1月28日、NHK BSP[14]）
- 「さようなら全てのエヴァンゲリオン〜庵野秀明の1214日〜」（2021年4月29日、NHK BSP）[15]

## 受賞歴
ファンタジア国際映画祭
- アニメーション部門・銅賞『フリクリ』（2003年）

アニメーション神戸
- 第10回 作品賞・パッケージ部門 『トップをねらえ2!』（2005年）

東京アニメアワード
- オリジナルビデオ部門
  - 第1回奨励賞『フリクリ』（2002年）
  - 第4回優秀作品賞『トップをねらえ2!』（2005年）
  - 第6回優秀作品賞『トップをねらえ2!』（2007年）

文化庁メディア芸術祭アニメーション部門
- 第10回 審査委員会推薦作品『トップをねらえ2!』（2006年）